# لشکری معمولی
لشکری معمولی (نام علمی: Pantoporia hordonia) نام یک گونه از سرده پروانه‌های لشکری است.